# Base Aérea de Slatina
La Base Aérea de Slatina o Aeropuerto de Slatina  (en albanés: Aeroporti Sllatina; en serbio: Аеродром Слатина, Aerodrom Slatina) está ubicada en el Aeropuerto Internacional de Pristina, en Kosovo y figura como el segundo mayor complejo de hangar subterráneo militar en la antigua Yugoslavia. La más grande estaba en el aeropuerto de Željava cerca de Bihac. Después del bombardeo de la OTAN sobre Yugoslavia de 1999, esta base fue utilizada y ocupada por las fuerzas de la OTAN.
Antes de la retirada militar yugoslava, en Slatina se encontraba el 83º Regimiento de Aviación de combate y su 123º y 124º escuadrón . Estos escuadrones estaban equipados con MiG- 21 Bis y MiG - 21 aviones de la UM.
Durante la operación de la OTAN contra Yugoslavia el 83º Escuadrón de Fuerzas Aéreas yugoslavas se estableció en Slatina.